# 丸山裕理
丸山 裕理（まるやま ゆり、1988年12月13日 - ）は、日本のフリーアナウンサー。ジョイスタッフ所属。

## 来歴・人物
東京都出身。身長158cm。
立教大学社会学部社会学科卒業、慶應義塾大学大学院政策・メディア研究科修士課程修了（オリンピックの教育的効果を研究）。
広告関連会社を経て、2013年よりジョイスタッフ所属のフリーアナウンサーとして活動を始める。
趣味・特技はフィギュアスケート、ミュージカル鑑賞。資格・免許は漢字検定2級、英語検定2級、花火観賞士。

## 現在の出演番組

### テレビ
- Stock Voice International "WORLD MARKETZ"（TOKYO MX ほか） - アシスタント（月曜日担当）
- マーケット・アナライズ plus+ （BS12） - サブアシスタント
- デイリーニュース（ジェイコム日野） - キャスター
- 「NHKニュースおはよう日本」関東甲信越　2023年4月8日

### ラジオ
- ダイバーシティニュース（2021年3月29日 - 、茨城放送）

## 過去の出演番組
- モーニングチャージ!（テレビ東京） - リポーター
- シャキット!（千葉テレビ放送） - お天気コーナー担当
- Lucky Me（FMヨコハマ） - パーソナリティ
- Bellmare Style （FMヨコハマ） - リポーター
- 東京ホンマもん教室(東京MX) - MC